# Куратове
Куратове (колишня назва - Кібра ) - село в Сисольському районі Республіки Комі. Центр сільського поселення Куратове. Розташоване за 32 км від райцентру Візінга, на правому березі річки Буб. Знаходиться на перетині федеральних автошляхів Р-176 «В'ятка» та А-123 " Чекшино - Тотьма - Котлас - Куратово".
У селі є музей Івана Куратова, де можна дізнатися про життєвий шлях поета, від народження до заслання в Казахстан. Саме в Кібрі (нинішньому Куратові) було знайдено його рукописи з віршами комі-мовою. Щороку в селі проводиться Куратівське свято поезії, в якому беруть участь поети республіки та гості з інших регіонів Росії, близького та далекого зарубіжжя. У селі є пам'ятник першому комі-поетові, встановлений 1979 р.

## Історія
Згадується при переписі 1586 як цвинтар Кібра. На цвинтарі була дерев'яна церква, на околицях розкидано близько двох десятків сіл і займок. Поблизу цвинтаря на річці Буб знаходилося укріплене містечко Котек, побудоване, ймовірно, у другій половині XV - першій половині XVI ст. для укриття місцевого населення під час нападів.
19 січня 1940 р. село було перейменовано на Куратове на честь місцевого уродженця комі поета І.А.Куратова.
У 1995 р. до Куратівської сільради входили села Бубдор, Болим, Жданівці, Зарічне, Іванівці, Картасикт, Костін, Мельниковичі, Мом, Помйів, Прокоп'ївка, Раєвсикт, Расчій, Савуковичі, Семанівці, Семушкино, Слобода, Сомо,, Хваловці, Шорйів, Шучу, Ібпом, Ягиб.

## Населення
| 2010 |
| 313  |